# Brenda Carvalho
Brenda Estefanía Carvalho (Guaratinguetá, São Paulo, 4 de octubre de 1986) es una bailarina y presentadora brasileña nacionalizada peruana. Alcanzó la popularidad por haber desarrollado casi la mayor parte de su carrera artística en programas televisivos de Perú y ser exmiembro de la banda musical Axé Bahía.

## Biografía
Nació el 4 de octubre de 1986 en Guaratinguetá, ciudad del estado de São Paulo, bajo el nombre de Brenda Estefanía Carvalho. Vivió sus primeros años en su ciudad natal y realizó sus estudios escolares en el Colégio Nossa Senohra dos Remédios.[cita requerida] Tras acabar la secundaria, estudió la carrera de Marketing y Publicidad en la Universidad de São Paulo, obteniendo el grado de licenciatura, y, más tarde, la carrera de Derecho.
Comenzó su carrera artística a la edad de quince años, cuando Carvalho aceptó la oportunidad de formar parte de la agrupación musical brasileña Axé Bahía allá por 2002, como reemplazo de la también bailarina Flaviana Seeling, integrante original del dicho conjunto, quien se retiró debido a su embarazo.
Tras su separación del grupo, en 2003, se mudaría al Perú y obtuvo la ciudadanía peruana años después en 2017. Al poco tiempo, formaría el nuevo elenco Exporto Brasil, en el cual compartiría con otros artistas de su país como Paloma Fiuza, Bruno Chaerk, Thiago Cunha y Rodrigo Zimoski, el cual la llevaría más tarde al estrellato, participando en diferentes programas de la televisión peruana como Habacilar y Buenos días, Perú.[cita requerida] Volvió a trabajar con ellos en los reencuentros 2014, 2019, 2022 y 2023; pero sin la presencia de Chaerk y Zimoski.
En el año 2007, ingresa a la conducción de su programa infantil, Galaktia Zon, por el canal Panamericana, permaneciéndose poco tiempo, compitiendo contra La casa de Timoteo, de América Televisión. Más tarde, se sumaría a la otra producción televisiva ¡Qué tal mañana! en 2009, asumiendo como coconductora y panelista hasta su renuncia el año 2011. En ese mismo año, participó con su pareja, Julinho, y el actor Raúl Zuazo en una serie del canal Discovery.[cita requerida] Además, en 2010, Carvalho produjo su único DVD centrado en coreografías de baile.
La bailarina concursó en el programa de telerrealidad de baile El gran show en 2015, consagrándose como campeona de la edición especial Reyes del show en el año 2017. Volvió al programa para los derivados Campeonato Mundial de Baile y Reinas del show, ganando en esta primera superando a la argentina Belén Estévez y ocupando en la última el tercer lugar de la competencia. Adicionalmente, Carvalho fue parte de los programas de telerrealidad Esto es guerra en 2015, en el cual retorna al programa el año 2019, para la secuencia «Divas», como participante, y Combate entre 2017 y 2018, desempeñándose en el rol de competidora.
Gracias a su faceta como presentadora televisiva, le ha permitido a Carvalho formar su propio espectáculo infantil bajo el nombre de El show de Brenda, a partir de la segunda década del siglo XXI. Su presentación La aventura musical de Brenda, estrenada de forma virtual en 2020, se presentó en Latinoamérica y parte de Europa. En 2024, asumió como imagen del evento del Gran Circo Estelar junto al can protagonista de la película Vaguito.
Carvalho asumió la conducción del programa televisivo Atrévete a soñar emprendedor, para Viva TV, en 2019, compartiendo el rol junto con los artistas peruanos Luigui Carbajal y Carlos «Tomate» Barraza. Tras no renovar con la televisora, Carvalho ingresó al otro formato Emprendedor pónte las pilas en 2021 con Juan Carlos Orderique, Tula Rodríguez, Joselito Carrera y Angie Arizaga, retomando el rol de coconductora hasta la cancelación en 2023 debido a la exposición de menores de edad en ropa interior en plena emisión. Tuvo una breve participación en el espacio El gran chef famosos ese año, volviendo al programa en 2024 como participante.

## Controversias

### Fiesta de la hija de Pedro Castillo
En el año 2021, Carvalho fue partícipe de un evento privado en conmemoración del onomástico de la hija del entonces presidente peruano, Pedro Castillo. Este problema la llevó a los tribunales, siendo citada en la Fiscalía Especializada de los Delitos de Corrupción de Funcionarios, quien había investigado a la empresaria Karelim López. Cuando la entrevistaron, afirmó que solo había ido a hacer su show para la familia Castillo porque la niña estaba pasando una infancia triste. Además, Carvalho confesó que «no cobró» por el evento.

## Televisión
| Año       | Título                       | Rol                                         | Emisión                 | Ref.             |
| --------- | ---------------------------- | ------------------------------------------- | ----------------------- | ---------------- |
| 2004      | Habacilar                    | Invitada especial y parte de Exporto Brasil | América Televisión      | [cita requerida] |
| 2004      | Buenos días, Perú            | Invitada especial y parte de Exporto Brasil | Panamericana Televisión | [cita requerida] |
| 2007      | Galaktia Zon                 | Presentadora y animadora infantil           | Panamericana Televisión | [ 7 ]            |
| 2008      | TVO hoy                      | Copresentadora                              | Panamericana Televisión | [cita requerida] |
| 2009-2011 | ¡Qué tal mañana!             | Copresentadora y panelista                  | Red Global              | [ 8 ]            |
| 2015      | El gran show                 | Participante (tercer puesto)                | América Televisión      | [ 26 ]           |
| 2015-2016 | Esto es guerra               | Competidora                                 | América Televisión      | [ 27 ]           |
| 2017      | Reyes del show               | Participante (primer puesto)                | América Televisión      | [ 11 ]           |
| 2017      | Campeonato Mundial de Baile  | Participante (primer puesto)                | América Televisión      | [ 13 ]           |
| 2017-2018 | Combate                      | Competidora                                 | ATV                     | [ 16 ]           |
| 2018      | El origen del origen         | Competidora                                 | ATV                     | [ 16 ]           |
| 2019-2021 | Atrévete a soñar emprendedor | Presentadora                                | Viva TV                 | [ 28 ]           |
| 2021      | Reinas del show              | Participante (tercer puesto)                | América Televisión      | [ 14 ]           |
| 2022-2023 | Emprendedor pónte las pilas  | Copresentadora                              | América Televisión      | [ 23 ]           |
| 2023      | El gran chef famosos         | Participante de refuerzo                    | Latina Televisión       | [ 24 ]           |
| 2024      | El gran chef famosos         | Participante (temporada 8)                  | Latina Televisión       |                  |